# Chlorostilbon
Chlorostilbon är ett släkte med fåglar i familjen kolibrier. Efter genetiska studier omfattar det numera nio arter som huvudsakligen förekommer i Sydamerika:
- Blåstjärtad smaragd (C. mellisugus)
- Chiribiquetesmaragd (C. olivaresi)
- Magdalenasmaragd (C. gibsoni)
- Glanssmaragd (C. lucidus)
- Kortstjärtad smaragd (C. poortmani)
- Smalstjärtad smaragd (C. stenurus)
- Grönstjärtad smaragd (C. alice)
- Kopparsmaragd (C. russatus)
- Panamasmaragd (C. assimilis)
- Västandinsk smaragd (C. melanorhynchus)

Tidigare inkluderades ytterligare sju arter som numera vanligen förs till andra släkten:
- Riccordia
  - Kubasmaragd (R. ricordii)
  - Nassausmaragd (R. bracei) – utdöd
  - Hispaniolasmaragd (R. swainsonii)
  - Puertoricosmaragd (R. maugaeus)

- Cynanthus
  - Långstjärtad smaragd (C. auriceps)
  - Cozumelsmaragd (C. forficatus)
  - Svalstjärtad smaragd (C. canivetii)